# Дијецеза Тракија
Дијецеза Тракија (лат. Dioecesis Thraciae, грч. Διοίκησις Θρᾴκης) била је управна област, односно дијецеза (лат. dioecesis) у позном Римском царству и раној Византији. Основана је крајем 3. века, за време владавине цара Диоклецијана (284-305). Обухватала је шест провинција (Тракија, Хемимонт, Европа, Родопа, Мезија Друга и Скитија). На челу управе налазио се царски намесник са титулом викар (лат. vicarius), односно егзарх (грч. ἔξαρχος), а главни град дијецезе био је Филипољ (данашњи Пловдив). Налазила се у саставу Префектуре Оријента. Приликом поделе Римског царства (395) припала је источном делу (потоње Византијско царство).
Током 4. и 5. века ову дијецезу су у неколико наврата опустошили Готи, а током 6. века на то подручје почињу да продиру Словени и Авари. Царска власт је на већем делу тог простора сломљена почетком 7. века, а на преосталим византијским поседима уведено је ново тематско уређење.
У погледу црквеног уређења, све митрополије на подручју дијецезе Тракије потпале су 451. године под јурисдикцију Цариградске патријаршије.